# سید شهاب‌الدین چاوشی
سید شهاب‌الدین چاوشی سیاستمدار، مدیر اجرایی ایرانی و به مدت ۱۰ ماه در دولت دوم روحانی استاندار سمنان بود.